# Liste der Baudenkmale in Zapel
In der Liste der Baudenkmale in Zapel sind alle Baudenkmale der Gemeinde Zapel (Landkreis Ludwigslust-Parchim) und ihrer Ortsteile aufgelistet (Stand: Januar 2021).

## Zapel
| ID | Lage                  | Bezeichnung                     | Beschreibung                                                                        | Bild                    |
| -- | --------------------- | ------------------------------- | ----------------------------------------------------------------------------------- | ----------------------- |
|    | Dorfstraße 30 (Karte) | Schule und Scheune              |                                                                                     |                         |
|    | Dorfstraße            | Kriegerdenkmal 1914/18          |                                                                                     | Kriegerdenkmal 1914/18  |
|    | Kirchenweg (Karte)    | Kirche mit Trockenmauer         | Spätgotische Feldsteinkirche vom Anfang des 15. Jahrhunderts, Fachwerkturm von 1749 | Kirche mit Trockenmauer |
|    | Kirchenweg 4 (Karte)  | Pfarrhof mit Wohnhaus und Stall |                                                                                     |                         |

## Zapel-Ausbau
| ID | Lage                    | Bezeichnung            | Beschreibung | Bild |
| -- | ----------------------- | ---------------------- | ------------ | ---- |
|    | B 321, Parchimer Straße | Todesmarschgedenkstein |              |      |

## Zapel-Hof
| ID | Lage                                | Bezeichnung             | Beschreibung | Bild        |
| -- | ----------------------------------- | ----------------------- | ------------ | ----------- |
|    | B 321 (Karte)                       | Meilenstein             |              | Meilenstein |
|    | B 321, Parchimer Straße, geg. Nr. 1 | Todesmarschgedenkstätte |              |             |

## Ehemalige Denkmale

### Zapel Ausbau
| ID | Lage                 | Bezeichnung            | Beschreibung | Bild                   |
| -- | -------------------- | ---------------------- | ------------ | ---------------------- |
|    | Grüner Weg 1 (Karte) | Bauernhaus (Reuterhof) |              | Bauernhaus (Reuterhof) |